# 泣き上手
「泣き上手」（なきじょうず）は、1978年5月10日に発売された野口五郎の27枚目のシングルである。

## 収録曲
- 全曲作詞：岡田冨美子／作曲：佐藤寛／編曲：クニ河内

1. 泣き上手
2. 前奏曲